# Вілл Джонсон (футболіст)
Вілл Джонсон (англ. Will Johnson, нар. 21 січня 1987, Торонто) — канадський футболіст, півзахисник американського клубу «Сентрал Флорида Пантерз». Виступав за низку канадських і закордонних клубів, а також національну збірну Канади. Чемпіон Канади, дворазовий переможець Кубка МЛС.

## Клубна кар'єра
Вілл Джонсон народився 1987 року в Торонто. Ще в дитинстві виїхав до Англії, де займався у школі футбольного клубу «Блекберн Роверз». У 2005 році Джонсон став гравцем команди Major League Soccer «Чикаго Файр», в якій грав до кінця року, та зіграв 6 матчів чемпіонату.
У 2006 році канадський півзахисник перейшов до нідерландського клубу «Геренвен», з якого футболіста в 2007 році віддали в оренду до іншого нідерландського клубу «Де Графсхап». У 2008 році Джонсон перейшов до команди Major League Soccer «Реал Солт-Лейк», у складі якої грав до 2013 року, і в 2009 році став у складі «Реал Солт-Лейк» володарем Кубка МЛС.
У 2013 році футболіст перейшов до іншого клубу Major League Soccer «Портленд Тімберз», у складі якого грав до 2015 ріроку, та цього року удруге за кар'єру став у сккладі команди володарем Кубка МЛС. У 2016 році Джонсон перейшов до канадського клубу «Торонто», у складі якого став цього року чемпіоном Канади.
У 2016 році Вілл Джонсон перейшов до клубу Major League Soccer «Орландо Сіті», в якому грав до 2019 року, та початково вирішив завершити виступи на футбольних полях. Однак у 2021 році він вирішив відновити кар'єру гравця, увійшовши до складу клубу Національної Прем'єр-ліги соккеру «Сентрал Флорида Пантерз».

## Виступи за збірні
Протягом 2005—2008 років Вілл Джонсон грав у складі молодіжної збірної Канади. На молодіжному рівні зіграв у 35 офіційних матчах, забив 8 голів.
У 2005 році Джонсон дебютував у складі національної збірної Канади. У складі збірної був учасником 4 розіграшів Золотого кубка КОНКАКАФ — розіграшу Золотого кубка КОНКАКАФ 2009 року, розіграшу Золотого кубка КОНКАКАФ 2011 року, розіграшу Золотого кубка КОНКАКАФ 2013 року та розіграшу Золотого кубка КОНКАКАФ 2019 року. У складі національної збірної грав до 2019 року, провів у її формі 46 матчів, забивши 4 голи.

## Титули і досягнення
- Чемпіон Канади (1):

Торонто: 2016
- Переможець Кубка МЛС (2):

«Реал Солт-Лейк»: 2009:
«Портленд Тімберз»: 2015